# Хехштат ан дер Ајш
Хехштат ан дер Ајш (њем. Höchstadt an der Aisch) град је у њемачкој савезној држави Баварска. Једно је од 25 општинских средишта округа Ерланген-Хехштат. Према процјени из 2010. у граду је живјело 13.369 становника. Посједује регионалну шифру (AGS) 9572135.

## Географски и демографски подаци
Хехштат ан дер Ајш се налази у савезној држави Баварска у округу Ерланген-Хехштат. Град се налази на надморској висини од 295 метара. Површина општине износи 70,9 km². У самом граду је, према процјени из 2010. године, живјело 13.369 становника. Просјечна густина становништва износи 189 становника/km².

## Међународна сарадња
| Мјесто      | Држава | Врста сарадње | Од    |
| ----------- | ------ | ------------- | ----- |
| Каслбар     | Ирска  | партнерство   | 2000. |
| Красногорск | Русија | партнерство   | 2003. |
| Извор       |        |               |       |